# Oleszkói vár

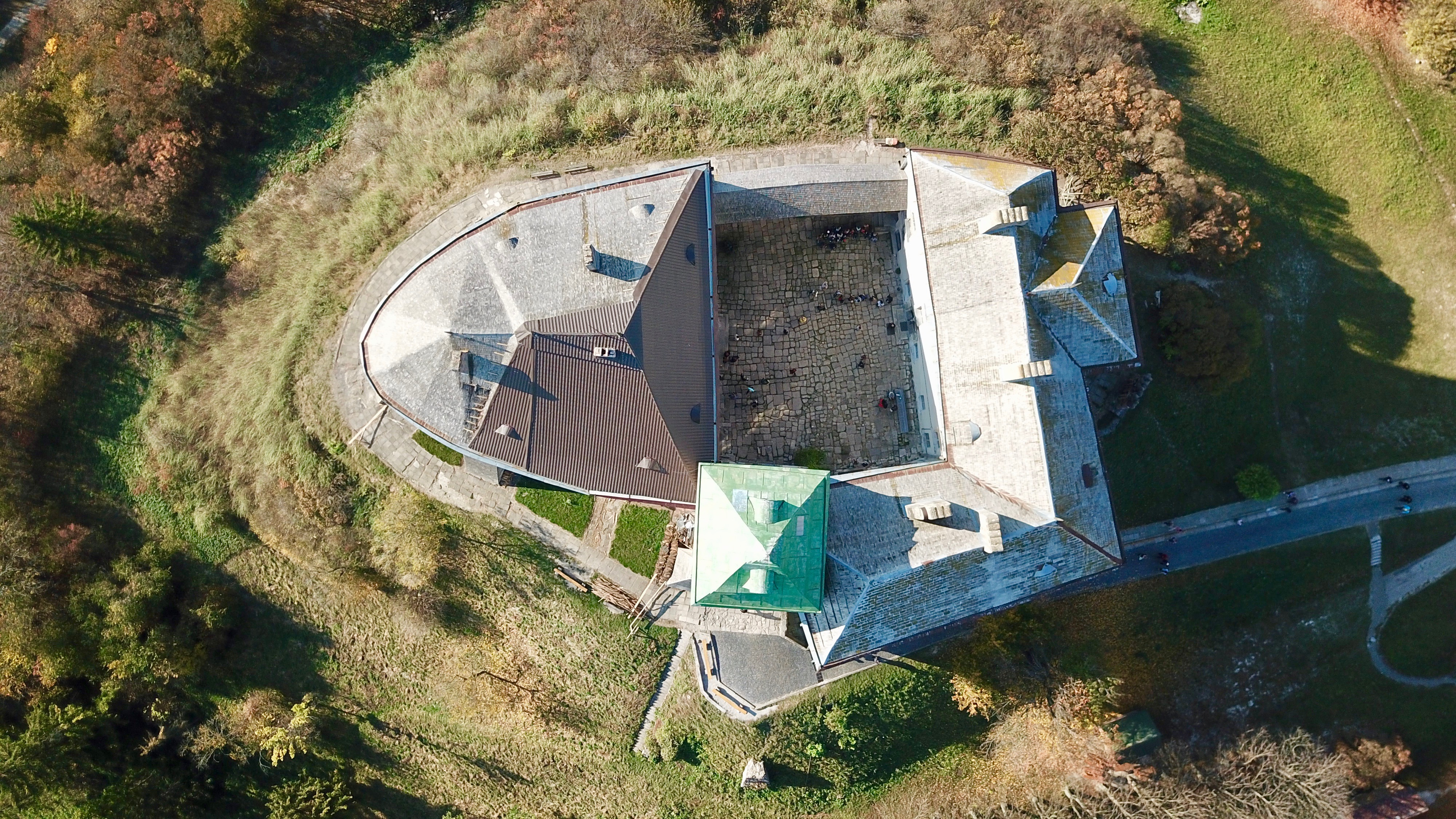
A vár ovális alaprajza légi felvételen. Jobbra a 17. században épített téglalap alaprajzú rész, amely túlnyúlik az eredeti ovális alapon

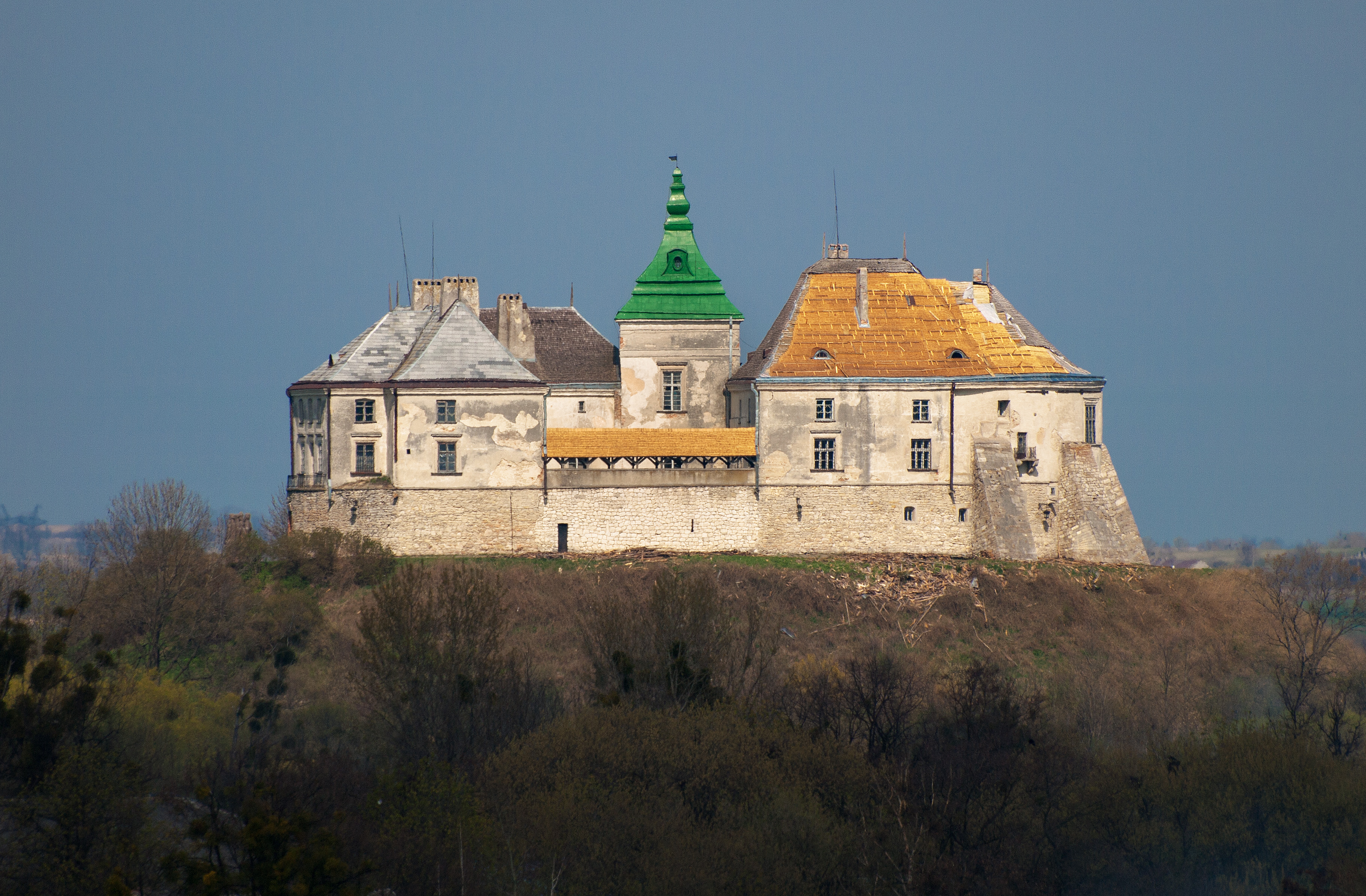
A vár délnyugatról, Oleszko felől nézve

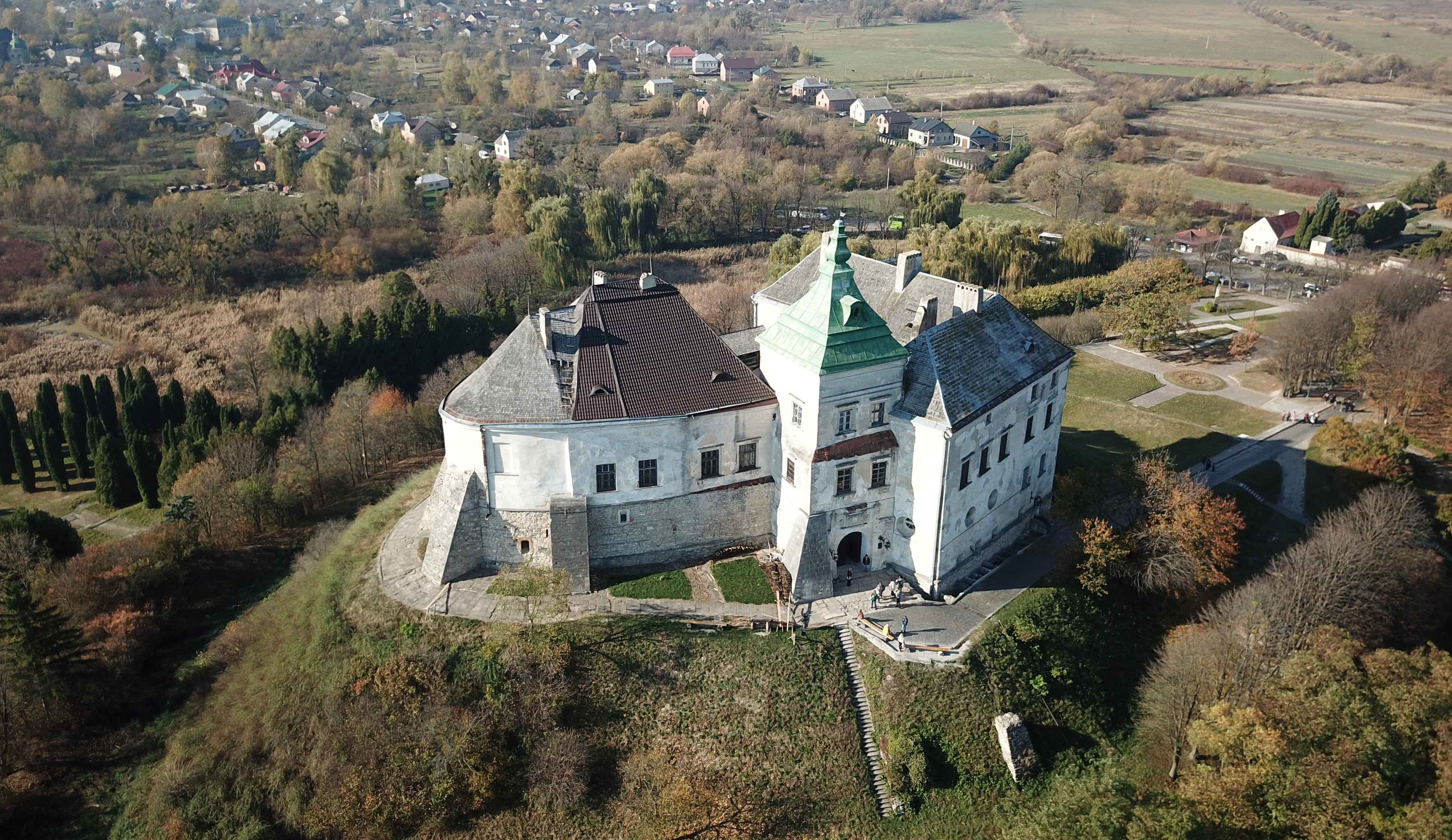
A vár északkeletről nézve. A háttérben Oleszko városi jellegű település

Az oleszkói vár (ukránul: Олеський замок, magyar átírásban: Oleszkij zamok, lengyelül: zamek w Olesku) Ukrajna Lvivi területén, a Zolocsivi járásban fekvő Oleszko településen található középkori eredetű vár. Lvivtől kb. 65 km-re, az M 06-os főút közelében található egy, a környező síkvidékből kiemelkedő magaslaton. Története során a vár leghosszabb ideig Lengyelországhoz tartozott, de litván és magyar fennhatóság alatt is állt. A vár napjainkban a Lvivi Képtár kezelésében van és múzeum működik benne. Az oleszkói várban született 1629-ben III. Sobieski János lengyel király.

## Története
A vár első írásos említése 1327-ből származik, amikor a vár Jurij-Boleszlav Trojdenovics halicsi és volinyi fejedelem (I. Trojden mazóviai fejedelem fia) birtokába került. A várat valószínűleg a 13. században építették a tatárok által 1241-ben lerombolt pleszneckói vár helyette, amely egykor a térség legfontosabb erődítménye volt a Magyarországról Volhíniába vezető kereskedelmi út mentén. A vár építtetője a feltételezések szerint Jurij Lvovics fejedelem egyik fia, Andrej vagy Lev volt. Ez az építmény kezdetben csak egy ovális alaprajzú, alacsony fallal körülvett erődítmény volt, amely követte a domborzati viszonyokat. A régészeti feltárások szerint eredetileg is kőfalból állt az erődítmény, a várnak nem volt fából épült előzménye. Ezekre az ovális alaprajzú falakra épültek a későbbi bővítések során az újabb építmények, és ez az egykori ovális alaprajz határozza meg a jelenlegi formáját is.
A Galícia és Volhínia határvidékén elterülő vár a Halics-Volinyi fejedelemség felbomlása után, a 14. század közepére a fejedelemséget egymást közt felosztó  Lengyel Királyság és Litván Nagyfejedelemség között a befolyásért folytatott versengés terepévé vált. A vár 1340-től Lubart litván nagyherceg birtokában volt. 1366-ban III. Kázmér lengyel király csapatai foglalták el. Miután Kázmért I. Lajos magyar király követte a lengyel trónon, az oleszkói vár Oppelni László vörösruténiai vajda felügyelete alá került. Oppelni László erős katolicizáló tevékenységet folytatott a galíciai ruitén lakosság körében, és célul tűzte ki egy galíciai latin rítusú püspökség létrehozását. 1375-ben az oleszkói várat (a rohatini és a tusztanyi várral együtt) az újonnan kinevezett galíciai római katolikus püspöknek adományozta. A rutén lakosság a katolikus térítés miatt fellázadt és elfoglalták az oleszkói várat. Ezért I. Lajos később magyar katonaságot állomásoztatott a várban. 1382-ben, Lajos halála után Lubart litván nagyherceg pénzen visszavásárolta a várat az ott állomásozó magyar katonaságtól, akik távoztak a várból.
1382-ben Lengyelország és Litvánia között megkötötték a krevai uniót, melynek eredményeként 1386-ban Jogaila litván nagyfejedelem feleségül vette Hedvig lengyel királynőt és létrejött a két ország perszonáluniója, Jogaila II. Ulászló néven elfoglalta a lengyel trónt. A ruszin földek feletti ellenőrzést testvére, Švitrigaila gyakorolta alkirályként. Ebben az időszakban az oleszkói vár a Švitrigailát támogató és lengyelellenes ruszin bojárok kezén volt.
1431-ben, amikor Jogaila (II. Ulászló) blokád alá vette Luckot, II. Kázmér belzi fejedelem megpróbált bevonulni Oleszkóba, de a vár védői a helyi bojárok és parasztok támogatásával ellenálltak neki. 1431 szeptemberében Jogaila és testvére, Švitrigaila békét kötött. Ennek értelmében az oleszkói vár kivételével lengyel fennhatóság elé került a galíciai várak többsége. A ruszin bojárok királyi bocsánatban részesültek és októberben megkapták a királytól földtulajdonaikat elismerő okiratot. Október végén azonban Švitrigaila oleszkói várban állomásozó katonái a békekötést megsértve felégették egy lengyel bíró birtokát. Végül II. Ulászló lengyel király hosszú ostrom után 1432-ben elfoglalta az oleszkói várat, ezzel elesett a ruszin bojárok befolyása alatt lévő utolsó galíciai erődítmény is. A lengyel király a várat ekkor a szolgálatában álló nemesnek,  Siennói Jánosnak (Jan z Sienna) adományozta. A várat ezután újjáépítették. A délkeleti részén felépítettek egy új, kétszintes lakóépületet és egy kápolnát. Ekkor építettek a vár területén egy 42 m mélységű kutat. A környező településeken erős katolizáció indult el.
1442-ben és 1453-ban is tatárok dúlták fel a vár környékét. 1472-ben elhunyt Siennói János, a vár 1477-től az örökösök közös tulajdonába került, részben a Kamienieckiek, részben a Herbrutok birtokolták. Az 1500-as évek elején újra tatár támadások alatt állt vár. 1512-ben a tatárok elfoglalták és kifosztották a várat. 1519-ben újabb tatár betörésre került sor, amely az utolsó tatár támadás volt Oleszkóban. A tatár veszély elmúltával  környék fejlődésnek indult, újjáéledtek a kereskedelmi útvonalak. A vár vámot szedhetett a csumákok által Dolina környékéről Luckba szállított sóból. 
A Kamienieckieknek jelentős tartozásai voltak, ezért a az oleszkói várban meglévő tulajdonrészüket 1580-ban eladták Stanisław Żółkiewskinek, a Herbrutok része pedig házasság révén Sztanyiszlav Danilovicshoz került. 1605-ben az oleszkói vár a környező földekkel együtt Zofia Żółkiewskával történt házasságkötése nyomán Jan Daniłowicz (Ivan Danilovics) későbbi ruszin vajda és lwówi várnagy birtokába került. Jan Daniłowicz idejében a várat átépítették és bővítették, ebben az időszakban nyerte el jelenlegi kinézetét. A vár nyugati oldalán egy téglalap alaprajzó új épületszárnyat építettek, amely túlnyúlik a régi ovális alapon. Daniłowicz új települést is létrehozott 1613-ban a közelben, Szasziv falut. Emellett iskolát és kórházat építtetett. 
Jan Daniłowicz a lengyel király képviselője is volt a zaporiszsjai kozákoknál, emiatt igyekezett jó kapcsolatokat fenntartani a kozákokkal. Amikor Zofia Żółkiewska 1605-ben házasságot között  Daniłowicz-csal, a Zofiánál Żółkiewben (Zsovkva) szolgálatban álló Mihajlo Hmelnickij kozák százados (szotnik), Bohdan Hmelnickij későbbi kozák hetman apja is Oleszkóban került. Később Jan Daniłowicz Csihirinbe küldte Mihajlo Hmelnickijt a tatárok elleni védelemben való részvétel miatt. A szolgálataiért 1616-ban földeket és erőket kapott, ahol megalapította Szubotyiv települést. A várban született 1629-ben Zofia fia, Jan Sobiesky, aki később III. Sobieski János néven uralkodott lengyel királyként. 
A várat és a környező birtokokat Jan Daniłowicz fia, Stanisław Daniłowicz (Szatnyiszlav Danilovics) örökölte. Ő nyugat-európai tanulmányai után főként a krakkói királyi udvarban tartózkodott, de egy ottani konfliktusa miatt az ukrán területre költözött. 1636-ban egy tatárokkal vívott harcban fogságba került és megölték. Jan Daniłowicz második gyermeke még csecsemőként meghalt. Így közvetlen fiúörökös hiányában a vár Jan Daniłowicz első házasságából született lánya, Marcjanna férjére, Stefan Koniecpolsikra szállt. 
A kozák–lengyel háborúban a kozákok 1648-ben elfoglalták az oleszkói várat, a tulajdonos Koniecpolsikiak ideiglenesen elmenekültek. A Hemelnickij-féle felkelés után a Koniecpolski család visszatért a várba, de jelentős pénzügyi adósságaik voltak és a várra 17 hitelező tartott igényt. 1681-ben III. Sobieski János lengyel király kifizette a hitelezőket, és ezzel kivásárolta az oleszkói várat. 1684–1687 között újabb felújításra került sor. Teljesen kicserélték a tetőszerkezetet, gazdasági épületeket építettek és felújították a vár körüli parkot. 
Az északi háborúban a várat 1707-ben a cári Oroszország foglalta el és az orosz katonaság öt évig tartotta megszállás alatt. 1716-ban a vár  III. Sobieski János fia, Jakub Sobiseki tulajdonába került, aki azonban 1719-ben a várat eladta Stanisław Mateusz Rzewuski koronahetmannak. Fia, Seweryn Józef Rzewuski volhíniai vajda tovább bővítette a várat és a korszak elvárásainak megfelelő fényűző palotává alakította. Seweryn Józef Rzewuski 1754-es halála után a várat egy ideig testvére, Wacław Seweryn Rzewuski birtokolta. 1755-ben a vár összes értékes tárgyát átszállították a pidhirci várba. 1796-ban a várat Alexander Zaleski vásárolta meg. Ettől kezdve a vár egyre elhanyagoltabb lett és hanyatlásnak indult. 
1806-ban tűz pusztított a várban, 1838. január 23-án pedig földrengés rongálta meg. Több fal megrepedt, a szobák egy része lakhatatlanná vált. 1875-ben beomlott a vár kútja. A 19. század végére az elhanyagolt vár romos állapotba került. 
1882-ben az állam (Osztrák–Magyar Monarchia) vásárolta meg. Különféle elképzelések születtek a hasznosítására. Felmerült, hogy bentlakásos iskolává alakítanák, szóba került, hogy kolostor lenne belőle, de olyan elképzelés is született, hogy egy része iskola, másik része múzeum lenne. A korábbi földrengésben megsérült várfalakat ebben az időszakban megerősítették. 1891-ben Ivan Levinszkij vezetésével folytak restaurációs munkálatok. Ekkor felújították a tetőt és néhány szobát, majd 1898-ban mezőgazdasági iskolát nyitottak a várban. 1933-ban, az akkor Lengyelországhoz tartozó várban újabb felújítások kezdődtek. 1939-ben a Molotov–Ribbentrop-paktum alapján szovjet megszállás alá került a terület. A felújítási munkákat ekkor felfüggesztették, amelyek a német megszállás alatt sem folytatódtak. A második világháború alatt a Vlaszov hadosztály állomásozott a várban, amelyet katonai raktárként és hadifogoly táborként is használtak. A második világháború után a vár teljesen elhagyatott terület volt. 1951-ben tűz pusztított a várban, akkor megsemmisült a tetőszerkezet és károsodtak a vár helyiségei. 

## A vár napjainkban
Az 1950-es évek elején született döntés arról, hogy a várat múzeumként hasznosítják. 1954-re készültek el a helyreállítási tervek, majd 1958-ban kezdték el a tényleges munkálatokat. A helyreállítás és felújítás 1965-ben fejeződött be és a vár a Lvivi Képtár (napjainkban: Lvivi Művészeti Galéria) kezelésébe került. 1970–1974 között a belső terek restaurációja is megtörtént Borisz Voznickij irányításával. A várat a 18. századi állapotában állították helyre. A várban a múzeumot 1975-ben nyitották meg.